# Puchar Świata w skokach narciarskich w Oberstdorfie
Puchar Świata w skokach narciarskich w Oberstdorfie – zawody w skokach narciarskich, przeprowadzane w ramach Pucharu Świata w skokach narciarskich od inauguracji tej imprezy, czyli od roku 1979. Skoczkowie w konkursach rywalizują na dwóch obiektach w Oberstdorfie: Schattenbergschanze, na którym co roku rozpoczyna się Turniej Czterech Skoczni, oraz na mamuciej skoczni im. Heiniego Klopfera.

## Historia

### Lata 80.
Pierwszym triumfatorem zawodów Pucharu Świata w tej bawarskiej miejscowości został reprezentant NRD, Jochen Danneberg. Rok później najlepszy w zmaganiach na Schattenbergschanze okazał się Hubert Neuper z Austrii. W sezonie 1981/82 triumfował Fin Matti Nykänen. W następnym sezonie pierwszy konkurs Turnieju Czterech Skoczni zakończył się zwycięstwem Horsta Bulaua z Kanady. Sezon 1983/84 to z kolei triumf Klausa Ostwalda, skoczka z Niemieckiej Republiki Demokratycznej. W tej samej edycji Pucharu Świata po raz pierwszy rozegrano zawody na Heini-Klopfer-Skiflugschanze. Oba konkursy zakończyły się sukcesem Matti Nykänena. W grudniu 1984 zwycięzcą zawodów na Schattenbergschanze okazał się austriacki zawodnik, Ernst Vettori. Rok później triumfował z kolei Pekka Suorsa z Finlandii, a trzecie miejsce zajął Piotr Fijas. Na pierwsze zwycięstwo norweskiego skoczka w ramach Pucharu Świata w Oberstdorfie musiano czekać do sezonu 1986/87, kiedy to najlepszy okazał się Vegard Opaas. Następny konkurs, to z kolei zwycięstwo reprezentanta Czechosłowacji, Pavla Ploca. W 1988 w konkursie Turnieju Czterech skoczni zwyciężył Dieter Thoma. Niemiec powtórzył swój wyczyn także i w następnym roku.

### Lata 90.
W sezonie 1990/91 – w pierwszym, którym brała udział ekipa zjednoczonych Niemiec – w Oberstdorfie zwyciężył Jens Weißflog. Sezon 1991/92 to triumf Toni Nieminena, przyszłego mistrza olimpijskiego, oraz powrót mamuciej skoczni Im. Heiniego Klopfera do kalendarza Pucharu Świata (dwukrotna wygrana Wernera Rathmayra). W grudniu 1992 na Schattenbergschanze najlepszy był Niemiec Christof Duffner. Rok później ponownie zwyciężył zawodnik gospodarzy – Jens Weißflog. W sezonie 1994/95 triumfowali Austriacy: Reinhard Schwarzenberger na Schattenbergschanze, oraz Andreas Goldberger na Heini-Klopfer-Skiflugschanze. Drugi konkurs na mamucim obiekcie, z powodu złych warunków atmosferycznych, został odwołany. W otwierających zawodach Turnieju Czterech Skoczni w sezonie 1995/96 bezkonkurencyjny był reprezentant Finlandii, Mika Laitinen. Rok później ponownie najlepszy był Dieter Thoma. Sezon 1997/98 to wygrana Japończyka Kazuyoshi Funakiego. W tym samym sezonie na skoczni Heiniego Klopfera rozgrywano Mistrzostwa świata w lotach narciarskich (wtedy zaliczane do Pucharu Świata). Po pierwszym dniu prowadził zawodnik gospodarzy, Sven Hannawald, ale w drugim konkursie (i ostatecznie w łącznej klasyfikacji) najlepszy był Kazuyoshi Funaki. Lata 1998–2000 to zwycięstwa Martina Schmitta na Schattenbergschanze. W tym trzecim konkursie Niemiec ustanowił nowy rekord obiektu – 133,0 m, bijąc wynik Adama Małysza sprzed kilku minut o pół metra.

### Lata 2000.
W 2001 Puchar Świata w skokach narciarskich powrócił na Heini-Klopfer-Skiflugschanze. Zawody zakończyły się zwycięstwami Risto Jussilainena z Finlandii, oraz Martina Schmitta. Drugie miejsce w drugim konkursie zajął Adam Małysz. W sezonie 2001/02 swój marsz po wygranie wszystkich konkursów Turnieju Czterech Skoczni rozpoczął w Oberstdorfie Sven Hannawald. Niemiec zwyciężył również w następnym roku na Schattenbergschanze. Obiekt ten został przebudowany przed sezonem 2003/04, dzięki czemu można było oddawać dłuższe skoki. Przekonał się o tym zwycięzca konkursu, norweg Sigurd Pettersen. Podczas drugiego skoku ustanowił nowy, aktualny rekord skoczni – 143,5 m. Dwa miesiące później nowy rekord, na skoczni H.Klopfera, ustanowił Roar Ljøkelsøy. Norweski skoczek, zwycięzca konkursu, oddał skok na odległość 223,0 m. Drugie zawody na mamucim obiekcie zostały, z powodu zbyt silnie wiejącego wiatru, odwołane. W grudniu 2004 na Schattenbergschanze triumfował najlepszy zawodnik w historii Turnieju Czterech Skoczni, fin Janne Ahonen, a trzecie miejsce zajął polski skoczek, Adam Małysz. Fin powtórzył swój wyczyn także rok później. Sezon 2006/07 to wygrana ówczesnego Mistrza Świata Juniorów, Austriaka Gregora Schlierenzauera. Zdobywca trzeciego miejsca, Adam Małysz triumfował na Schattenbergschanze miesiąc później. Były to pierwsze w historii Pucharu Świata zawody na tym obiekcie niezaliczane do klasyfikacji Turnieju Czterech Skoczni. Przyczyną był brak możliwości naśnieżenia zeskoku Skoczni im. Heiniego Klopfera. W tym przypadku organizatorzy przenieśli zawody na mniejszy obiekt. Drugi konkurs zakończył się triumfem Michaela Uhrmanna. W grudniu 2007 zwycięzcą zawodów został Thomas Morgenstern. Następne zawody Pucharu Świata w Oberstdorfie 29 grudnia 2008 (Turniej Czterech Skoczni na Schattenbergschanze) wygrał Simon Ammann a 14 lutego 2009 (FIS Team Tour w konkursie lotów z rekordem skoczni 225,5m na Heini-Klopfer-Skiflugschanze) wygrał Harri Olli. W konkursie drużynowym triumfowali Finowie. 29 grudnia 2009 w pierwszym konkursie 58. Turnieju Czterech Skoczni zwyciężył Andreas Kofler przed Janne Ahonenem i Thomasem Morgensternem.

### Lata 2010.
30 stycznia 2010 na Heini-Klopfer-Skiflugschanze zwyciężyli Austriacy przed Norwegami i Finami. Dzień później triumfował Anders Jacobsen wyprzedzając Roberta Kranjca oraz Johana Remena Evensena. W 1. konkursie TCS 2010/11 wygrał Thomas Morgenstern, tym razem przed Finem Matti Hautamäkim i reprezentantem Austrii Manuelem Fettnerem, dla którego było to pierwsze podium w Pucharze Świata. Kolejne zawody, które odbyły się w Oberstdorfie miały miejsce 5 i 6 lutego 2011 w ramach (FIS Team Tour na Heini-Klopfer-Skiflugschanze). Konkurs indywidualny wygrał Martin Koch, przed Tomem Hilde i Gregorem Schlierenzauerem, a drugi konkurs drużynowy zakończył się zwycięstwem reprezentacji Austrii, która zajęła 1. miejsce w całym FTT. Kolejne miejsca zdobyli Norwegowie i Finowie, a Polska była 6. W sezonie 2011/2012, podczas TCS na Schattenbergschanze triumfował Gregor Schlierenzauer, natomiast w ramach FIS Team Tour, w konkursach rozgrywanych na skoczni mamuciej zwycięstwo odnieśli Martin Koch i reprezentacja Słowenii.

## Podium poszczególnych konkursów PŚ w Oberstdorfie
| Lp. | Data             | Skocznia              | K / HS | Uwagi                   | 1. miejsce                                                                                    | 2. miejsce                                                                                    | 3. miejsce                                                                               |
| --- | ---------------- | --------------------- | ------ | ----------------------- | --------------------------------------------------------------------------------------------- | --------------------------------------------------------------------------------------------- | ---------------------------------------------------------------------------------------- |
| 1.  | 30 grudnia 1979  | Schattenbergschanze   | K110   | TCS                     | Jochen Danneberg                                                                              | Hubert Neuper                                                                                 | Alfred Groyer                                                                            |
| 2.  | 30 grudnia 1980  | Schattenbergschanze   | K110   | TCS                     | Hubert Neuper                                                                                 | Jari Puikkonen                                                                                | Roger Ruud                                                                               |
| 3.  | 30 grudnia 1981  | Schattenbergschanze   | K110   | TCS                     | Matti Nykänen                                                                                 | Manfred Deckert                                                                               | Thomas Prosser                                                                           |
| 4.  | 30 grudnia 1982  | Schattenbergschanze   | K110   | TCS                     | Horst Bulau                                                                                   | Matti Nykänen                                                                                 | Armin Kogler                                                                             |
| 5.  | 30 grudnia 1983  | Schattenbergschanze   | K115   | TCS                     | Klaus Ostwald                                                                                 | Jens Weißflog                                                                                 | Ole Gunnar Fidjestøl                                                                     |
| 6.  | 17 marca 1984    | im. Heiniego Klopfera | K182   | loty                    | Matti Nykänen                                                                                 | Pavel Ploc                                                                                    | Jens Weißflog                                                                            |
| 7.  | 18 marca 1984    | im. Heiniego Klopfera | K182   | loty                    | Matti Nykänen                                                                                 | Jens Weißflog Pavel Ploc                                                                      | -                                                                                        |
| 8.  | 30 grudnia 1984  | Schattenbergschanze   | K115   | TCS                     | Ernst Vettori                                                                                 | Matti Nykänen                                                                                 | Andreas Felder                                                                           |
| 9.  | 30 grudnia 1985  | Schattenbergschanze   | K115   | TCS                     | Pekka Suorsa                                                                                  | Franz Neuländtner                                                                             | Piotr Fijas                                                                              |
| 10. | 30 grudnia 1986  | Schattenbergschanze   | K115   | TCS                     | Vegard Opaas                                                                                  | Thomas Klauser                                                                                | Andreas Felder                                                                           |
| 11. | 30 grudnia 1987  | Schattenbergschanze   | K115   | TCS                     | Pavel Ploc                                                                                    | Matti Nykänen                                                                                 | Staffan Tällberg                                                                         |
| 12. | 30 grudnia 1988  | Schattenbergschanze   | K115   | TCS                     | Dieter Thoma                                                                                  | Risto Laakkonen                                                                               | Matti Nykänen                                                                            |
| 13. | 30 grudnia 1989  | Schattenbergschanze   | K115   | TCS                     | Dieter Thoma                                                                                  | Josef Heumann                                                                                 | Jens Weißflog                                                                            |
| 14. | 30 grudnia 1990  | Schattenbergschanze   | K115   | TCS                     | Jens Weißflog                                                                                 | Andreas Felder                                                                                | Heinz Kuttin                                                                             |
| 15. | 29 grudnia 1991  | Schattenbergschanze   | K115   | TCS                     | Toni Nieminen                                                                                 | Werner Rathmayr                                                                               | Stefan Zünd                                                                              |
| 16. | 25 stycznia 1992 | im. Heiniego Klopfera | K182   | loty                    | Werner Rathmayr                                                                               | Andreas Felder                                                                                | Andreas Goldberger                                                                       |
| 17. | 26 stycznia 1992 | im. Heiniego Klopfera | K182   | loty                    | Werner Rathmayr                                                                               | Andreas Felder                                                                                | Mikael Martinsson                                                                        |
| 18. | 28 grudnia 1992  | Schattenbergschanze   | K115   | TCS                     | Christof Duffner                                                                              | Andreas Goldberger                                                                            | Noriaki Kasai                                                                            |
| 19. | 30 grudnia 1993  | Schattenbergschanze   | K115   | TCS                     | Jens Weißflog                                                                                 | Espen Bredesen                                                                                | Andreas Goldberger                                                                       |
| 20. | 30 grudnia 1994  | Schattenbergschanze   | K115   | TCS                     | Reinhard Schwarzenberger                                                                      | Andreas Goldberger                                                                            | Jens Weißflog                                                                            |
| 21. | 25 lutego 1995   | im. Heiniego Klopfera | K182   | loty                    | Andreas Goldberger                                                                            | Roberto Cecon                                                                                 | Jens Weißflog                                                                            |
| 22. | 26 lutego 1995   | im. Heiniego Klopfera | K182   | loty                    | odwołany                                                                                      | odwołany                                                                                      | odwołany                                                                                 |
| 23. | 30 grudnia 1995  | Schattenbergschanze   | K115   | TCS                     | Mika Laitinen                                                                                 | Jens Weißflog                                                                                 | Masahiko Harada                                                                          |
| 24. | 29 grudnia 1996  | Schattenbergschanze   | K115   | TCS                     | Dieter Thoma                                                                                  | Kristian Brenden                                                                              | Andreas Goldberger                                                                       |
| 25. | 29 grudnia 1997  | Schattenbergschanze   | K115   | TCS                     | Kazuyoshi Funaki                                                                              | Hiroya Saitō                                                                                  | Primož Peterka                                                                           |
| 26. | 24 stycznia 1998 | im. Heiniego Klopfera | K185   | MŚ, loty                | Sven Hannawald                                                                                | Kazuyoshi Funaki                                                                              | Kristian Brenden                                                                         |
| 27. | 25 stycznia 1998 | im. Heiniego Klopfera | K185   | MŚ, loty                | Kazuyoshi Funaki                                                                              | Dieter Thoma                                                                                  | Sven Hannawald                                                                           |
| 28. | 30 grudnia 1998  | Schattenbergschanze   | K115   | TCS                     | Martin Schmitt                                                                                | Andreas Goldberger                                                                            | Noriaki Kasai                                                                            |
| 29. | 29 grudnia 1999  | Schattenbergschanze   | K115   | TCS                     | Martin Schmitt                                                                                | Andreas Goldberger                                                                            | Andreas Widhölzl                                                                         |
| 30. | 29 grudnia 2000  | Schattenbergschanze   | K115   | TCS                     | Martin Schmitt                                                                                | Noriaki Kasai                                                                                 | Masahiko Harada                                                                          |
| 31. | 3 marca 2001     | im. Heiniego Klopfera | K185   | loty                    | Risto Jussilainen                                                                             | Veli-Matti Lindström                                                                          | Matti Hautamäki                                                                          |
| 32. | 4 marca 2001     | im. Heiniego Klopfera | K185   | loty                    | Martin Schmitt                                                                                | Adam Małysz                                                                                   | Risto Jussilainen                                                                        |
| 33. | 30 grudnia 2001  | Schattenbergschanze   | K115   | TCS                     | Sven Hannawald                                                                                | Martin Höllwarth                                                                              | Simon Ammann                                                                             |
| 34. | 29 grudnia 2002  | Schattenbergschanze   | K115   | TCS                     | Sven Hannawald                                                                                | Martin Höllwarth                                                                              | Janne Ahonen                                                                             |
| 35. | 29 grudnia 2003  | Schattenbergschanze   | K120   | TCS                     | Sigurd Pettersen                                                                              | Thomas Morgenstern                                                                            | Martin Höllwarth                                                                         |
| 36. | 7 lutego 2004    | im. Heiniego Klopfera | K185   | loty                    | Roar Ljøkelsøy                                                                                | Janne Ahonen                                                                                  | Noriaki Kasai                                                                            |
| 37. | 8 lutego 2004    | im. Heiniego Klopfera | K185   | loty                    | odwołany                                                                                      | odwołany                                                                                      | odwołany                                                                                 |
| 38. | 29 grudnia 2004  | Schattenbergschanze   | HS137  | TCS, nocny              | Janne Ahonen                                                                                  | Roar Ljøkelsøy                                                                                | Adam Małysz                                                                              |
| 39. | 29 grudnia 2005  | Schattenbergschanze   | HS137  | TCS, nocny              | Janne Ahonen                                                                                  | Roar Ljøkelsøy                                                                                | Jakub Janda                                                                              |
| 40. | 30 grudnia 2006  | Schattenbergschanze   | HS137  | TCS, nocny              | Gregor Schlierenzauer                                                                         | Andreas Küttel                                                                                | Adam Małysz                                                                              |
| 41. | 27 stycznia 2007 | Schattenbergschanze   | HS137  | -                       | Adam Małysz                                                                                   | Thomas Morgenstern                                                                            | Michael Uhrmann                                                                          |
| 42. | 28 stycznia 2007 | Schattenbergschanze   | HS137  | -                       | Michael Uhrmann                                                                               | Anders Jacobsen                                                                               | Andrea Morassi                                                                           |
| 43. | 30 grudnia 2007  | Schattenbergschanze   | HS137  | TCS, nocny              | Thomas Morgenstern                                                                            | Gregor Schlierenzauer                                                                         | Janne Ahonen                                                                             |
| 44. | 29 grudnia 2008  | Schattenbergschanze   | HS137  | TCS, nocny              | Simon Ammann                                                                                  | Wolfgang Loitzl                                                                               | Dmitrij Wasiljew                                                                         |
| 45. | 14 lutego 2009   | im. Heiniego Klopfera | HS213  | FTT, loty, nocny        | Harri Olli                                                                                    | Anders Jacobsen                                                                               | Johan Remen Evensen                                                                      |
| 46. | 15 lutego 2009   | im. Heiniego Klopfera | HS213  | FTT, loty, druż.        | Finlandia 1. Kalle Keituri · 2. Juha-Matti Ruuskanen · 3. Matti Hautamäki · 4. Harri Olli     | Rosja 1. Dienis Korniłow · 2. Pawieł Karielin · 3. Ilja Roslakow · 4. Dmitrij Wasiljew        | Austria 1. Wolfgang Loitzl · 2. Markus Eggenhofer · 3. Andreas Kofler · 4. Martin Koch   |
| 47. | 29 grudnia 2009  | Schattenbergschanze   | HS137  | TCS, nocny              | Andreas Kofler                                                                                | Janne Ahonen                                                                                  | Thomas Morgenstern                                                                       |
| 48. | 30 stycznia 2010 | im. Heiniego Klopfera | HS213  | FTT, loty, nocny, druż. | Austria 1. Martin Koch · 2. Andreas Kofler · 3. Wolfgang Loitzl · 4. Gregor Schlierenzauer    | Norwegia 1. Johan Remen Evensen · 2. Tom Hilde · 3. Anders Jacobsen · 4. Bjørn Einar Romøren  | Finlandia 1. Matti Hautamäki · 2. Kalle Keituri · 3. Janne Ahonen · 4. Harri Olli        |
| 49. | 31 stycznia 2010 | im. Heiniego Klopfera | HS213  | FTT, loty               | Anders Jacobsen                                                                               | Robert Kranjec                                                                                | Johan Remen Evensen                                                                      |
| 50. | 29 grudnia 2010  | Schattenbergschanze   | HS137  | TCS, nocny              | Thomas Morgenstern                                                                            | Matti Hautamäki                                                                               | Manuel Fettner                                                                           |
| 51. | 5 lutego 2011    | im. Heiniego Klopfera | HS213  | FTT, loty, nocny        | Martin Koch                                                                                   | Tom Hilde                                                                                     | Gregor Schlierenzauer                                                                    |
| 52. | 6 lutego 2011    | im. Heiniego Klopfera | HS213  | FTT, loty, druż.        | Austria 1. Thomas Morgenstern · 2. Andreas Kofler · 3. Gregor Schlierenzauer · 4. Martin Koch | Norwegia 1. Johan Remen Evensen · 2. Anders Jacobsen · 3. Bjørn Einar Romøren · 4. Tom Hilde  | Niemcy 1. Michael Neumayer · 2. Richard Freitag · 3. Michael Uhrmann · 4. Severin Freund |
| 53. | 30 grudnia 2011  | Schattenbergschanze   | HS137  | TCS, nocny              | Gregor Schlierenzauer                                                                         | Andreas Kofler                                                                                | Thomas Morgenstern                                                                       |
| 54. | 18 lutego 2012   | im. Heiniego Klopfera | HS213  | FTT, loty, nocny        | Martin Koch                                                                                   | Daiki Itō                                                                                     | Simon Ammann                                                                             |
| 55. | 19 lutego 2012   | im. Heiniego Klopfera | HS213  | FTT, loty, druż.        | Słowenia 1. Jurij Tepeš · 2. Jure Šinkovec · 3. Peter Prevc · 4. Robert Kranjec               | Austria 1. Thomas Morgenstern · 2. Martin Koch · 3. Andreas Kofler · 4. Gregor Schlierenzauer | Norwegia 1. Anders Fannemel · 2. Rune Velta · 3. Tom Hilde · 4. Anders Bardal            |
| 56. | 30 grudnia 2012  | Schattenbergschanze   | HS137  | TCS, nocny              | Anders Jacobsen                                                                               | Gregor Schlierenzauer                                                                         | Severin Freund                                                                           |
| 57. | 16 lutego 2013   | im. Heiniego Klopfera | HS213  | FTT, loty, nocny        | Richard Freitag                                                                               | Andreas Stjernen                                                                              | Gregor Schlierenzauer                                                                    |
| 58. | 17 lutego 2013   | im. Heiniego Klopfera | HS213  | FTT, loty, druż.        | Norwegia 1. Anders Jacobsen · 2. Tom Hilde · 3. Anders Bardal · 4. Andreas Stjernen           | Austria 1. Stefan Kraft · 2. Wolfgang Loitzl · 3. Martin Koch · 4. Gregor Schlierenzauer      | Słowenia 1. Jurij Tepeš · 2. Robert Kranjec · 3. Jaka Hvala · 4. Peter Prevc             |
| 59. | 29 grudnia 2013  | Schattenbergschanze   | HS137  | TCS, nocny              | Simon Ammann                                                                                  | Anders Bardal                                                                                 | Thomas Diethart Peter Prevc                                                              |
| 60. | 29 grudnia 2014  | Schattenbergschanze   | HS137  | TCS, nocny              | Stefan Kraft                                                                                  | Michael Hayböck                                                                               | Peter Prevc                                                                              |
| 61. | 29 grudnia 2015  | Schattenbergschanze   | HS137  | TCS, nocny              | Severin Freund                                                                                | Michael Hayböck                                                                               | Peter Prevc                                                                              |
| 62. | 30 grudnia 2016  | Schattenbergschanze   | HS137  | TCS, nocny              | Stefan Kraft                                                                                  | Kamil Stoch                                                                                   | Michael Hayböck                                                                          |
| 63. | 4 lutego 2017    | im. Heiniego Klopfera | HS225  | loty, nocny             | Stefan Kraft                                                                                  | Andreas Wellinger                                                                             | Kamil Stoch                                                                              |
| 64. | 5 lutego 2017    | im. Heiniego Klopfera | HS225  | loty                    | Stefan Kraft                                                                                  | Andreas Wellinger                                                                             | Jurij Tepeš                                                                              |
| 65. | 30 grudnia 2017  | Schattenbergschanze   | HS137  | TCS, nocny              | Kamil Stoch                                                                                   | Richard Freitag                                                                               | Dawid Kubacki                                                                            |
| 66. | 30 grudnia 2018  | Schattenbergschanze   | HS137  | TCS, nocny              | Ryōyū Kobayashi                                                                               | Markus Eisenbichler                                                                           | Stefan Kraft                                                                             |
| 67. | 1 lutego 2019    | im. Heiniego Klopfera | HS235  | loty, nocny             | Timi Zajc                                                                                     | Dawid Kubacki                                                                                 | Markus Eisenbichler                                                                      |
| 68  | 2 lutego 2019    | im. Heiniego Klopfera | HS235  | loty, nocny             | Ryōyū Kobayashi                                                                               | Markus Eisenbichler                                                                           | Stefan Kraft                                                                             |
| 69. | 3 lutego 2019    | im. Heiniego Klopfera | HS235  | loty, nocny             | Kamil Stoch                                                                                   | Jewgienij Klimow                                                                              | Dawid Kubacki                                                                            |
| 70. | 29 grudnia 2019  | Schattenbergschanze   | HS137  | TCS, nocny              | Ryōyū Kobayashi                                                                               | Karl Geiger                                                                                   | Dawid Kubacki                                                                            |
| 71. | 29 grudnia 2020  | Schattenbergschanze   | HS137  | TCS, nocny              | Karl Geiger                                                                                   | Kamil Stoch                                                                                   | Marius Lindvik                                                                           |
| 72. | 29 grudnia 2021  | Schattenbergschanze   | HS137  | TCS, nocny              | Ryōyū Kobayashi                                                                               | Halvor Egner Granerud                                                                         | Robert Johansson                                                                         |
| 73. | 19 marca 2022    | im. Heiniego Klopfera | HS235  | loty                    | Stefan Kraft                                                                                  | Žiga Jelar                                                                                    | Timi Zajc                                                                                |
| 74. | 20 marca 2022    | im. Heiniego Klopfera | HS235  | loty                    | Timi Zajc                                                                                     | Piotr Żyła                                                                                    | Stefan Kraft                                                                             |
| 75. | 29 grudnia 2022  | Schattenbergschanze   | HS137  | TCS, nocny              | Halvor Egner Granerud                                                                         | Piotr Żyła                                                                                    | Dawid Kubacki                                                                            |
| 76. | 29 grudnia 2023  | Schattenbergschanze   | HS137  | TCS, nocny              | Andreas Wellinger                                                                             | Ryōyū Kobayashi                                                                               | Stefan Kraft                                                                             |
| 77. | 23 lutego 2024   | im. Heiniego Klopfera | HS235  | loty, duety             | Słowenia 1. Timi Zajc 2. Domen Prevc                                                          | Norwegia 1. Kristoffer Eriksen Sundal 2. Johann André Forfang                                 | Austria 1. Michael Hayböck 2. Stefan Kraft                                               |
| 78. | 24 lutego 2024   | im. Heiniego Klopfera | HS235  | loty                    | Timi Zajc                                                                                     | Peter Prevc                                                                                   | Stefan Kraft                                                                             |
| 79. | 25 lutego 2024   | im. Heiniego Klopfera | HS235  | loty                    | Stefan Kraft                                                                                  | Peter Prevc                                                                                   | Ryōyū Kobayashi                                                                          |
| 80. | 29 grudnia 2024  | Schattenbergschanze   | HS137  | TCS, nocny              | Stefan Kraft                                                                                  | Jan Hörl                                                                                      | Daniel Tschofenig                                                                        |
| 81. | 25 stycznia 2025 | im. Heiniego Klopfera | HS235  | loty, nocny             | Timi Zajc                                                                                     | Johann André Forfang                                                                          | Domen Prevc                                                                              |
| 82. | 26 stycznia 2025 | im. Heiniego Klopfera | HS235  | loty, nocny             | Domen Prevc                                                                                   | Johann André Forfang                                                                          | Michael Hayböck                                                                          |

## Najwięcej razy na podium w konkursach indywidualnych na Schattenbergschanze
Uwzględnieni zawodnicy, którzy zdobyli minimum 2 miejsca na podium (stan na 29 grudnia 2024)
| Miejsce | Imię i nazwisko       | Kraj         | 1. miejsce | 2. miejsce | 3. miejsce | Razem |
| ------- | --------------------- | ------------ | ---------- | ---------- | ---------- | ----- |
| 1.      | Ryōyū Kobayashi       | Japonia      | 3          | 1          | 0          | 4     |
| 2.      | Stefan Kraft          | Austria      | 3          | 0          | 2          | 5     |
| 3.      | Martin Schmitt        | Niemcy       | 3          | 0          | 0          | 3     |
| 3.      | Dieter Thoma          | Niemcy       | 3          | 0          | 0          | 3     |
| 5.      | Jens Weißflog         | NRD / Niemcy | 2          | 2          | 2          | 6     |
| 5.      | Thomas Morgenstern    | Austria      | 2          | 2          | 2          | 6     |
| 7.      | Gregor Schlierenzauer | Austria      | 2          | 2          | 0          | 4     |
| 8.      | Janne Ahonen          | Finlandia    | 2          | 1          | 2          | 5     |
| 9.      | Simon Ammann          | Szwajcaria   | 2          | 0          | 1          | 3     |
| 10.     | Sven Hannawald        | Niemcy       | 2          | 0          | 0          | 2     |
| 11.     | Matti Nykänen         | Finlandia    | 1          | 3          | 1          | 5     |
| 12.     | Kamil Stoch           | Polska       | 1          | 2          | 0          | 3     |
| 13.     | Karl Geiger           | Niemcy       | 1          | 1          | 0          | 2     |
| 13.     | Anders Jacobsen       | Norwegia     | 1          | 1          | 0          | 2     |
| 13.     | Andreas Kofler        | Austria      | 1          | 1          | 0          | 2     |
| 13.     | Hubert Neuper         | Austria      | 1          | 1          | 0          | 2     |
| 13.     | Halvor Egner Granerud | Norwegia     | 1          | 1          | 0          | 2     |
| 18.     | Adam Małysz           | Polska       | 1          | 0          | 2          | 3     |
| 19.     | Michael Uhrmann       | Niemcy       | 1          | 0          | 1          | 2     |
| 19.     | Severin Freund        | Niemcy       | 1          | 0          | 1          | 2     |
| 21.     | Andreas Goldberger    | Austria      | 0          | 4          | 2          | 6     |
| 22.     | Martin Höllwarth      | Austria      | 0          | 2          | 1          | 3     |
| 22.     | Michael Hayböck       | Austria      | 0          | 2          | 1          | 3     |
| 24.     | Roar Ljøkelsøy        | Norwegia     | 0          | 2          | 0          | 2     |
| 25.     | Noriaki Kasai         | Japonia      | 0          | 1          | 2          | 3     |
| 25.     | Andreas Felder        | Austria      | 0          | 1          | 2          | 3     |
| 27.     | Peter Prevc           | Słowenia     | 0          | 0          | 3          | 3     |
| 27.     | Dawid Kubacki         | Polska       | 0          | 0          | 3          | 3     |
| 29.     | Masahiko Harada       | Japonia      | 0          | 0          | 2          | 2     |

## Najwięcej razy na podium według państw w konkursach na Schattenbergschanze
Stan na 29 grudnia 2024
| Miejsce | Państwo        | Zwycięstwa | 2. miejsca | 3. miejsca | Razem |
| ------- | -------------- | ---------- | ---------- | ---------- | ----- |
| 1.      | Niemcy         | 15         | 6          | 4          | 25    |
| 2.      | Austria        | 11         | 19         | 17         | 47    |
| 3.      | Finlandia      | 6          | 7          | 3          | 16    |
| 4.      | Norwegia       | 4          | 7          | 4          | 15    |
| 5.      | Japonia        | 4          | 3          | 4          | 11    |
| 6.      | Polska         | 2          | 3          | 6          | 11    |
| 7.      | NRD            | 2          | 2          | 1          | 5     |
| 8.      | Szwajcaria     | 2          | 1          | 2          | 5     |
| 9.      | Kanada         | 1          | 0          | 0          | 1     |
| 9.      | Czechosłowacja | 1          | 0          | 0          | 1     |
| 11.     | Słowenia       | 0          | 0          | 4          | 4     |
| 12.     | Szwecja        | 0          | 0          | 1          | 1     |
| 12.     | Czechy         | 0          | 0          | 1          | 1     |
| 12.     | Włochy         | 0          | 0          | 1          | 1     |
| 12.     | Rosja          | 0          | 0          | 1          | 1     |

## Najwięcej razy na podium w konkursach indywidualnych na Heini-Klopfer-Skiflugschanze
Uwzględnieni zawodnicy, którzy zdobyli minimum 2 miejsca na podium (stan na 26 stycznia 2025)
| Miejsce | Imię i nazwisko       | Kraj           | 1. miejsce | 2. miejsce | 3. miejsce | Razem |
| ------- | --------------------- | -------------- | ---------- | ---------- | ---------- | ----- |
| 1.      | Stefan Kraft          | Austria        | 4          | 0          | 3          | 7     |
| 2.      | Timi Zajc             | Słowenia       | 4          | 0          | 1          | 5     |
| 3.      | Matti Nykänen         | Finlandia      | 2          | 0          | 0          | 2     |
| 3.      | Werner Rathmayr       | Austria        | 2          | 0          | 0          | 2     |
| 3.      | Martin Koch           | Austria        | 2          | 0          | 0          | 2     |
| 6.      | Anders Jacobsen       | Norwegia       | 1          | 1          | 0          | 2     |
| 6.      | Kazuyoshi Funaki      | Japonia        | 1          | 1          | 0          | 2     |
| 8.      | Sven Hannawald        | Niemcy         | 1          | 0          | 1          | 2     |
| 8.      | Risto Jussilainen     | Finlandia      | 1          | 0          | 1          | 2     |
| 8.      | Andreas Goldberger    | Austria        | 1          | 0          | 1          | 2     |
| 8.      | Kamil Stoch           | Polska         | 1          | 0          | 1          | 2     |
| 8.      | Ryōyū Kobayashi       | Japonia        | 1          | 0          | 1          | 2     |
| 8.      | Domen Prevc           | Słowenia       | 1          | 0          | 1          | 2     |
| 14.     | Pavel Ploc            | Czechosłowacja | 0          | 2          | 0          | 2     |
| 14.     | Andreas Felder        | Austria        | 0          | 2          | 0          | 2     |
| 14.     | Andreas Wellinger     | Niemcy         | 0          | 2          | 0          | 2     |
| 14.     | Peter Prevc           | Słowenia       | 0          | 2          | 0          | 2     |
| 14.     | Johann André Forfang  | Norwegia       | 0          | 2          | 0          | 2     |
| 19.     | Jens Weißflog         | NRD / Niemcy   | 0          | 1          | 2          | 3     |
| 20.     | Markus Eisenbichler   | Niemcy         | 0          | 1          | 1          | 2     |
| 20.     | Dawid Kubacki         | Polska         | 0          | 1          | 1          | 2     |
| 22.     | Gregor Schlierenzauer | Austria        | 0          | 0          | 2          | 2     |
| 22.     | Johan Remen Evensen   | Norwegia       | 0          | 0          | 2          | 2     |

## Najwięcej razy na podium według państw w konkursach na Heini-Klopfer-Skiflugschanze
Stan na 26 stycznia 2025
| Miejsce | Państwo        | Zwycięstwa | 2. miejsca | 3. miejsca | Razem |
| ------- | -------------- | ---------- | ---------- | ---------- | ----- |
| 1.      | Austria        | 11         | 4          | 9          | 24    |
| 2.      | Słowenia       | 7          | 4          | 4          | 15    |
| 3.      | Finlandia      | 5          | 2          | 3          | 10    |
| 4.      | Norwegia       | 3          | 8          | 4          | 15    |
| 5.      | Niemcy         | 3          | 4          | 4          | 11    |
| 6.      | Japonia        | 2          | 2          | 2          | 8     |
| 7.      | Polska         | 1          | 3          | 2          | 6     |
| 8.      | Czechosłowacja | 0          | 2          | 0          | 2     |
| 8.      | Rosja          | 0          | 2          | 0          | 2     |
| 10.     | NRD            | 0          | 1          | 1          | 2     |
| 11.     | Włochy         | 0          | 1          | 0          | 1     |
| 12.     | Szwecja        | 0          | 0          | 1          | 1     |
| 12.     | Szwajcaria     | 0          | 0          | 1          | 1     |